# 37 a.C.
Il 37 a.C. (XXXVII a.C. in numeri romani) è un anno  del I secolo a.C.

## Eventi

### Roma
- Marco Vipsanio Agrippa crea il Portus Iulius, un grande complesso portuale militare, nell'attualmente sommersa città di Puteoli (la moderna Pozzuoli, vicino a Napoli).
- Ottaviano prepara il Secondo Patto di Tarentum che rinnova il Triumvirato per ulteriori cinque anni. Nell'occasione, Taranto venne fornita di un acquedotto e di un anfiteatro.
- I Romani conquistano Gerusalemme, sottraendola ai Parti. Erode il Grande diventa re di Giudea. Aristobulo diventa Sommo sacerdote.
- Erode si separa dalla prima moglie Doride.
- Quinto Orazio Flacco accompagna Mecenate e Virgilio a Brindisi, come scritto nella satira I, 5.

### Asia
- Il regno di Goguryeo in Corea viene fondato dal re Dongmyeong (data tradizionale, vedi anche Tre regni di Corea).

## Morti
- Antigono II Asmoneo, sovrano e sacerdote ebreo antico
- Dario del Ponto, sovrano
- Orode II, sovrano